# Université Saints-Cyrille-et-Méthode de Trnava
 (juin 2025).
Si vous disposez d'ouvrages ou d'articles de référence ou si vous connaissez des sites web de qualité traitant du thème abordé ici, merci de compléter l'article en donnant les références utiles à sa vérifiabilité et en les liant à la section « Notes et références ».
Ne doit pas être confondu avec Université Saints-Cyrille-et-Méthode de Skopje ou Université de Trnava.

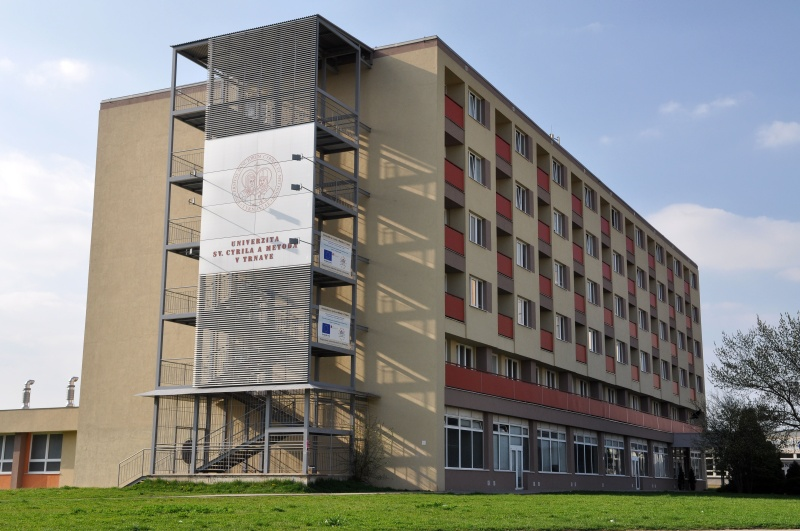
Photographie de l’Université Saints-Cyrille-et-Méthode de Trnava

L’Université Saints-Cyrille-et-Méthode de Trnava (en slovaque Univerzita sv. Cyrila a Metoda v Trnave)  est un établissement d'enseignement supérieur de recherche chrétien de droit public slovaque créé en 1997 à Trnava.

## Facultés
L’Université Saints-Cyrille-et-Méthode de Trnava comporte 4 facultés :
- Faculté des lettres (Filozofická fakulta)
- Faculté des mass-médias et de la communication (Fakulta masmediálnej komunikácie)
- Faculté des sciences (Fakulta prírodných vied)
- Institut de physiothérapie, de balnéothérapie et de rééducation (Inštitút fyzioterapie, balneológie a liečebnej rehabilitácie)